# 特維格岩
特維格岩（英語：Twig Rock）是南極洲的岩石，位於葛拉漢地西岸的法利埃海岸，處於阿拉莫德島和黑里克島之間，屬於大地群島的一部分，海拔高度超過90米，在1936年由英國探險隊測量，現時由南極條約體系管理。